# Daniel M. Lewin
Pour les articles homonymes, voir Lewin.
Daniel « Danny » Lewin, né le 14 mai 1970 à Denver au Colorado et mort le 11 septembre 2001 à bord du vol 11 American Airlines, est un entrepreneur américain, connu pour avoir cofondé, avec Tom Leighton, la société Akamai Technologies. Il est très probablement la première victime des attentats du 11 septembre.
Daniel Lewin a grandi à Jérusalem, où il a servi durant quatre années dans Tsahal. Il était officier des forces spéciales de Sayeret Matkal, une unité d'élite de Tsahal spécialisée dans le contre-terrorisme.
Il a travaillé à la Technion, une université israélienne à Haïfa, tout en travaillant simultanément en tant que chercheur chez IBM.
Passager du vol 11 d'American Airlines le 11 septembre 2001, il fut assassiné par Satam al-Suqami après avoir essayé d'empêcher le détournement, son avion s'écrasant ensuite dans la tour Nord du World Trade Center,. 